# Новлу
Новлу (азерб. Novlu) — село в Кубадлинському районі Азербайджану.

## Опис
1993 року село було окуповано Збройними силами Вірменії.
Село Новлу розташовано у передгір’ї, його колишня назва - Долина Новлу. Село названо на честь долини, де воно було побудоване. Долина отримала назву через джерело з кам’яним жолобом.